# Didier Lebri
Didier Lebri, né le 28 décembre 1989, est un footballeur professionnel ivoirien évoluant au poste d'attaquant. Il mesure 1,80 m pour 75 kg. Didier Lébri finit meilleur buteur du championnat tunisien de football version 2011-2012 avec 13 réalisations. Dès lors, M. Decastel (alors entraineur de L'Espérance Sportive de Tunis fera mains et pieds pour l'avoir dans son effectif). Après sa signature à L'Espérance Sportive de Tunis, Didier inscrira dès son premier match le but de la victoire face à l'équipe de ESBK. Pourtant, et cela contre attente, le successeur de Decastel sur le banc de L'EST ne voudra pas garder ce joueur. Il s'engagera avec son club actuel CS Sfax pour une durée de 3 ans.
Ce qui s’est passé hier au stade Zouiten est inouïe et surtout une première mondiale, l’attaquant ivoirien Didier Lebri en marquant le but victorieux de l’EST contre l’ESBK est rentré dans l’histoire.
En effet, c’est le premier joueur au monde à avoir joué deux matches de la même journée, du même championnat et de la même saison avec deux clubs différents, ASG 3 ASM 2 et EST 1 ESBK 0.
| Saison                | Club                       | Championnat           | Championnat | Championnat | Coupe(s) nationale(s) | Coupe(s) nationale(s) | Compétition(s) continentale(s) | Compétition(s) continentale(s) | Compétition(s) continentale(s) | Total | Total |
| Saison                | Club                       | Division              | M.          | B.          | M.                    | B.                    | Comp.                          | M.                             | B.                             | M.    | B.    |
| 2010-2011             | Avenir sportif de La Marsa | D1                    | 16          | 2           | -                     | -                     | -                              | -                              | -                              | 16    | 2     |
| 2011-2012             | Avenir sportif de La Marsa | D1                    | 24          | 12          | -                     | -                     | -                              | -                              | -                              | 24    | 12    |
| 2012-2013             | ES Tunis                   | D1                    | 2           | 1           | -                     | -                     | C1                             | 1                              | 0                              | 3     | 1     |
| 2012-2013             | Club sportif sfaxien       | D1                    | 12          | 1           | -                     | -                     | -                              | -                              | -                              | 12    | 1     |
| 2013-2014             | FC Monthey                 | D4                    | 12          | 2           | -                     | -                     | -                              | -                              | -                              | 12    | 2     |
| 2014-2015             | CS Hammam Lif              | D1                    | 23          | 3           | -                     | -                     | -                              | -                              | -                              | 23    | 3     |
| 2015                  | Al Merreikh Omdurman       | D1                    | 10          | 0           | 4                     | 0                     | -                              | 8                              | 1                              | 22    | 1     |
| 2017-                 | Bloemfontein Celtic        | D1                    | 2           | 0           | 0                     | 0                     | -                              | 0                              | 0                              | 2     | 0     |
| 2017-                 | EEPC FC                    | D1                    | 0           | 0           | 0                     | 0                     | -                              | 0                              | 0                              | 0     | 0     |
| Total sur la carrière | Total sur la carrière      | Total sur la carrière | 99          | 23          | -                     | -                     | -                              | 8                              | 1                              | 107   | 24    |

## Carrière
- 2007-2008 :US Ouakam
- 2008-2009 : Jendouba Sports ( Tunisie)
- 2010-2012 : Avenir sportif de La Marsa ( Tunisie)
- 2012-2012 : Espérance de Tunis ( Tunisie)
- 2012-2013 : Club sportif sfaxien ( Tunisie)
- 2014 : FC Monthey ( Suisse)
- 2014-2015 : Club sportif de Hammam Lif ( Tunisie)
- 2015 : Al Merreikh Omdurman ( Soudan)[1],[2]
- 2017 : Bloemfontein Celtic ( Afrique du Sud)
- 2017-2018 : Ethiopian Electric Power Corporation Football Club ( Éthiopie)
- 2018-201. : Jimma Aba Jifar ( Éthiopie)

## Palmarès
- Champion de Tunisie : 2013
- Coupe de la confédération : 2013